# (8285) 1991 UK3
1991 يو كي 3 (ويعرف أيضًا باسم (8285) 1991 يو كي 3 وفق تسمية الكوكب الصغير) (بالإنجليزية: 1991 UK3)‏ هو كويكب ضمن حزام الكويكبات؛ وترتيبه 8285 من حيث الاكتشاف.
اكتُشف هذا الجُرم الفلكي بواسطة هيروشي كانيدا في 31 أكتوبر 1991.

## وصلات خارجية
- (8285) 1991 UK3 في قاعدة بيانات مختبر الدفع النفاث لأجرام النظام الشمسي الصغيرة

- الاكتشاف · مخطط المدار ·  العناصر المدارية · المعلمات المادية

- (8285) 1991 UK3 على موقع ويكي سكاي: DSS2, SDSS, GALEX, IRAS, Hydrogen α, X-Ray, Astrophoto, Sky Map, Articles and images